# 馬利亞京
50°42′43″N 26°44′51″E / 50.71194°N 26.74750°E
馬利亞京（烏克蘭語：Малятин），是烏克蘭西北部的村莊，隸屬里夫內州的里夫內區。該村始建於1570年，面積1.3平方公里，海拔高度219米，2001年人口366，人口密度每平方公里281.5人。